# Athea
Athea (in irlandese: Áth an tSléibhe) è un villaggio nella contea di Limerick, in Irlanda.